# FK Dubnica nad Vahom
FK Dubnica is een Slowaakse voetbalclub uit Dubnica nad Váhom.
De club werd in 1926 opgericht en promoveerde in 1974 naar de Slowaakse 2de klasse. In 1977 promoveerde Spartak Dubnica voor het eerst naar de hoogste klasse van Tsjechoslowakije en werd 9de in het eerste seizoen, de club kon 10 seizoenen stand houden.
Het duurde tot 1996 vooraleer de club kon terugkeren op het hoogste niveau, nu wel in de onafhankelijke republiek Slowakije. De club ging enkele malen op en neer tussen het eerste en tweede niveau en speelt sinds 2011 in de 2e liga.

## Naamsveranderingen
- 1926 — opgericht als SK Dubnica
- 1948 — Sokol SK Dubnica
- 1953 — DSO Spartak SK Dubnica
- 1962 — TJ Spartak SK Dubnica
- 1965 — TJ Spartak SMZ Dubnica
- 1978 — TJ Spartak ZTS SK Dubnica
- 1993 — FK ZTS Dubnica
- 2008 — MFK Dubnica
- 2017 - FK Dubnica nad Vahom

## Dubnica in Europa
- 1R = eerste ronde

| Seizoen | Competitie    | Ronde | Land               | Club               | Score    |
| ------- | ------------- | ----- | ------------------ | ------------------ | -------- |
| 2003    | Intertoto Cup | 1R    | Vlag van Cyprus    | Olympiakos Nicosia | 3-0, 4-1 |
|         |               | 2R    | Vlag van Slovenië  | NK Koper           | 0-1, 3-2 |
| 2004    | Intertoto Cup | 1R    | Vlag van Albanië   | KS Teuta Durrës    | 0-0, 4-0 |
|         |               | 2R    | Vlag van Tsjechië  | Slovan Liberec     | 1-2, 0-5 |
| 2005    | Intertoto Cup | 1R    | Vlag van Bulgarije | Vasas Boedapest    | 0-0, 2-0 |
|         |               | 2R    | Vlag van Turkije   | BB Ankaraspor      | 4-0, 0-1 |
|         |               | 3R    | Vlag van Engeland  | Newcastle United   | 1-3, 0-2 |

Zie ook Deelnemers UEFA-toernooien Slowakije

## Bekende (oud-)spelers
- Dušan Perniš
- Andrej Porázik
- Andrej Šupka

MFK Dolný Kubín ·
Humenné ·
Komárno · 
Liptovský Mikuláš ·
Dynamo Malženice ·
Petržalka ·
Pohronie ·
Považská Bystrica ·
Púchov · 
Šamorín ·
Slovan Bratislava B · 
Spartak Myjava ·
Slavoj Trebišov ·
Spišská Nová Ves ·
Tatran Prešov ·
MŠK Žilina B